# Maragua (stad)
Maragua is in de Keniaanse provincie Kati. Het is de hoofdstad van het gelijknamige district. De stad ligt op de weg van Thika naar Sagana 10 km ten zuiden van Murang'a. In 1999 telde het centrum 4.286 inwoners en de agglomeratie 27.384 inwoners.